# 立原杏所

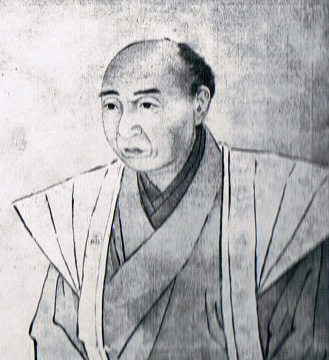
立原杏所像（焼失） 椿椿山筆

立原 杏所（たちはら きょうしょ、天明5年12月26日（1786年1月25日） - 天保11年5月20日（1840年6月19日））は、江戸時代中期から後期にかけての武士、南画家。水戸藩7代藩主・徳川治紀、8代・藩主斉脩、9代藩主・斉昭の3代に仕える。本姓は平氏。諱は任。字は子遠。甚太郎のち任太郎とも。東軒、玉琤舎、香案小吏、杏所と号した。杏所の号は、生まれた横竹隅の庭内に杏樹があり、そこから取ったとも言われる。

## 生涯

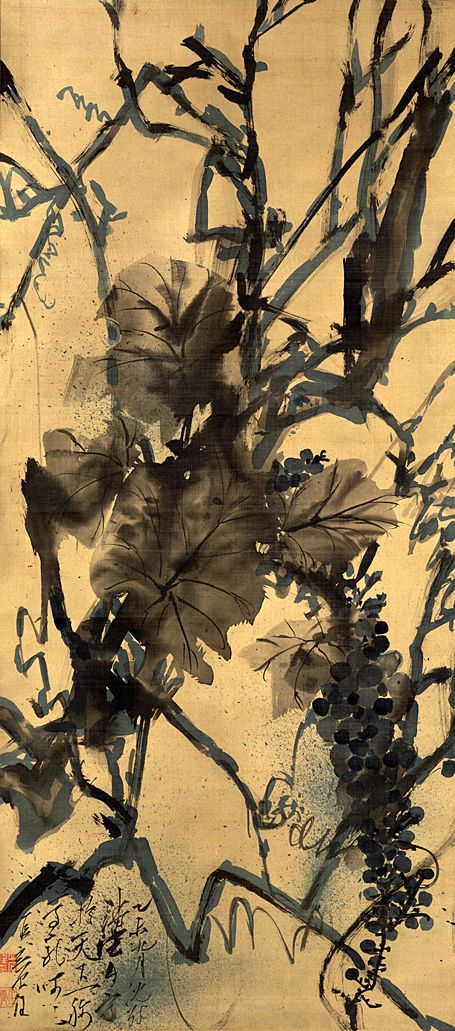
杏所筆 葡萄図 天保6年（1835年） 紙本墨画淡彩 重文 東京国立博物館

水戸藩の彰考館総裁も務めた立原翠軒の長男として水戸下市横竹隈に生まれた。家系は常陸平氏大掾氏の一門・鹿島氏の庶流といい、鹿島成幹の子・立原五郎久幹を祖とする立原氏。祖父は水戸藩彰考館管庫・立原蘭渓。父は水戸藩彰考館総裁・立原翠軒。長女は崋山門下十哲のひとりに数えられる南画家・立原春沙、次女は斉昭の側室・利子。三男に幕末の志士・立原朴二郎。子孫には大正時代の詩人で建築家の立原道造がいる。
幼い頃、林十江に画筆を学ぶ。寛永8年（1796年）、父の門下で鮎画や真景図の名手であった小泉斐（壇山）などに師事する。また、伊勢国寂照寺の僧・月僊にも学び、付立技法による山水画の樹木や、花鳥画の筆勢が強く爽快な表現などに影響が見られる。享和3年（1803年）に父が隠居し家督を継いで（家禄200石）先手物頭、扈随頭などの職を務めた。
文化9年（1812年）、江戸小石川藩邸勤務となってからは谷文晁に師事し、中国の元代から明、清の絵画を閲覧、場合によっては借り受けて模写をしている。とくに惲寿平、沈南蘋の画風を学んだという。また宮部雲錦にも画技を習い、その人となりに影響されたという。その作品には謹厳にして高い品格を漂わせ、すっきりと垢抜けた画風が多い。渡辺崋山・椿椿山・高久靄厓とも交流があり、華山が蛮社の獄で捕縛された時には、椿山らと共に不自由な体をおして救出に助力・助言をし、藩主斉昭の斡旋を図ろうとしている。その他、業績としては日本画多数。著書に『水滸伝印譜』、『近世書画年表』、『墨談評』などがある。
長女・春沙は渡辺崋山に入門し画家として閨秀を揮った。次女・利子は斉昭の側室となって喜連川藩主喜連川縄氏をもうけた。
最晩年に脚気を患い、天保11年（1840年）、小石川の藩邸で死去。享年56（満54歳没）。墓は東京都文京区向丘の海蔵寺と、茨城県水戸市六反田町の六地蔵寺。

## 逸話
- ある時、杏所が講義のため訪れた処で、馬を繋ぐことを忘れたため、辞去の際、馬の姿がなかったという。客ととも馬を探したら数町先の大洲侯の藩邸の門外にいたという。
- 主君・徳川斉昭が散楽を好んで天狗の面を作らせたが、鼻があまりに高すぎるため、作り直させようとしたところ、杏所は「それくらいのことなら私にもできる」といい、鋸で切り落とし、使いものにならなくなってしまった。杏所の放達ぶりを示す逸話として伝わっている。
- また、杏所は斉昭から目前で書画を行うことを命じられたという。杏所は書画をよくしたが画工の様を見られるのは好まなかった。そこで、使い古しの巾を袂から出し、それを硯に浸して紙に投げつけたところ、墨が飛び散り斉昭の袴を汚したという。斉昭が「何をするのか」ととがめると、「葡萄を画いてご覧に入れます」といい、既にその書画を完成させ、一座を感嘆させたという。
- 杏所は巻菱湖と交誼を結んでいたが、ある時、2人で酒楼にて酒を酌み交わしていると菱湖が酔いに任せ、「あなたの名は任で私の名は大任。あなたはわたしに及ばない」とからかったという。杏所は色をなし「任の名が嘘名でないことをお目にかけようか」といって、菱湖を楼下に投げてしまい、菱湖はあやうく足を挫きそうになったという[4]。
- 大橋淡雅の娘・巻子に恋焦がれるも淡雅の反対[5]で想いは報われることはなかった。傷心を癒すためか巻子への想いを募らせて楊貴妃図を描いている。

## 代表作
- 芦山鴛鴦図（出光美術館）一幅 絹本著色 文化14年（1814年） 重要美術品
- 葡萄図（東京国立博物館）一幅 絹本淡彩 天保6年（1835年） 重要文化財

優雅で気品ある作風が特色の杏所としては、荒々しい筆致の異色の作品。斉昭の御前で、二日酔いのまま筆を執ったという伝承を持つ。
- 花木図（千葉市美術館寄託） 絹本著色 重要美術品
- 向崗花甸図屏風（個人蔵） 絹本著色 八曲一隻 重要美術品
- 雪中小禽・柳下水禽図（水戸市立博物館） 絹本著色 双幅 水戸市指定文化財

## 参考資料
- 森銑三編『人物逸話辞典 下巻』（東京堂出版、昭和62年（1987年） ISBN 4-490-10197-X
- 『特別展 立原杏所とその師友』 茨城県立歴史館、平成22年（2010年）